# 三重県道139号友生大山田線
三重県道139号友生大山田線（みえけんどう139ごう とものおおやまだせん）は、三重県伊賀市を通る、かつて存在した一般県道である。

## 概要
伊賀市比自岐（ひじき）から伊賀市畑村に至る。2011年（平成23年）4月1日廃止。

### 路線データ
- 起点：伊賀市比自岐（三重県道683号枅川青山線交点）
- 終点：伊賀市畑村（字前川原608番1地先[1]：真泥大橋（みどろおおはし）北詰交差点、国道163号交点）
- 総延長：4,013 m
- 舗装率：100 %

## 歴史
- 1995年（平成7年）4月1日 - 路線認定[2]
- 2011年（平成23年）4月1日 - 路線廃止[3]

## 路線状況
生活道路として利用される。

### 重複区間
- 伊賀コリドール（伊賀市摺見 - 伊賀市喰代）
- 三重県道56号上野大山田線（伊賀市喰代 - 伊賀市界外）

### 道路施設

#### 橋梁
- 真泥大橋（みどろおおはし：服部川、伊賀市）

伊賀市真泥と伊賀市畑村を結ぶ、木津川水系服部川に架かる橋梁。橋の下の地層は新生代第三紀鮮新世の古琵琶湖層群に属し、タニシの化石が採取できる

## 地理

### 通過していた自治体
- 三重県
  - 伊賀市

### 交差していた道路
| 交差していた道路                                                  | 交差していた場所 | 交差していた場所                            |
| ----------------------------------------------------------------- | ---------------- | ------------------------------------------- |
| 三重県道683号枅川青山線                                           | 比自岐（ひじき） | 起点                                        |
| 伊賀コリドール 重複区間起点                                       | 摺見（するみ）   |                                             |
| 三重県道56号上野大山田線 重複区間起点 伊賀コリドール 重複区間終点 | 喰代（ほおじろ） |                                             |
| 三重県道56号上野大山田線 重複区間終点                             | 界外（かいげ）   |                                             |
| 国道163号                                                         | 畑村             | 真泥大橋（みどろおおはし）北詰交差点 / 終点 |

### 沿線
- 比自岐簡易郵便局
- 摺見公民館
- 遠峯山永保寺（真言宗豊山派、伊賀四国八十八箇所第16番札所）
- 百地丹波城（百地砦）跡
- 伊賀市役所友生地区市民センター
- 友生郵便局
- 真泥池